# Aphram Melki
Aphram Melki (9 de agosto de 1959) é um político sueco. Desde 1 de outubro de  2021 Melki serve como membro do Riksdag em representação do círculo eleitoral do Condado de Estocolmo. Ele tornou-se um membro do parlamento sueco após a renúncia de Per Lodenius.